# Campeonato Sul-Americano de Clubes de Voleibol Masculino de 2009
O Campeonato Sul-Americano de Clubes de Voleibol Masculino de 2009 foi a primeira edição do torneio chancelado pela Federação Internacional de Voleibol (FIVB), organizado pela Confederação Sul-Americana de Voleibol, sediado na cidade de Florianópolis-Brasil, no período de 7 a 11 de outubro, e disputado entre  oito clubes do continente sul-americano em busca do título que confere ao vencedor a qualificação para o Campeonato Mundial de Clubes de 2009.

## Clubes Participantes
| Grupo A                                                           | Grupo B                                                      |
| ----------------------------------------------------------------- | ------------------------------------------------------------ |
| Cimed Florianópolis Brasil Vôlei Clube COC Nacional de Montevidéu | Vivo Minas Sada Cruzeiro Vôlei Unión Formosa Deportivo Wanka |

## Primeira Fase
|  | Clubes qualificados para as semifinais |

### Grupo A
|     |                        |     | Jogos | Jogos | Jogos | Sets | Sets | Sets  | Pontos | Pontos | Pontos |
| Pos | Equipe                 | Pts | T     | V     | D     | V    | P    | R     | V      | P      | R      |
| --- | ---------------------- | --- | ----- | ----- | ----- | ---- | ---- | ----- | ------ | ------ | ------ |
| 1   | Cimed                  | 6   | 3     | 3     | 0     | 9    | 0    | MAX   | 225    | 129    | 1.744  |
| 2   | Brasil Vôlei Clube     | 5   | 3     | 2     | 1     | 6    | 3    | 2.000 | 209    | 163    | 1.282  |
| 3   | COC                    | 4   | 3     | 1     | 2     | 3    | 6    | 0.500 | 155    | 209    | 0.742  |
| 4   | Nacional de Montevidéu | 3   | 3     | 0     | 3     | 0    | 9    | 0.000 | 137    | 225    | 0.609  |

| Data  | Hora |                        | Placar |                        | Set 1 | Set 2 | Set 3 | Set 4 | Set 5 | Total | Relatório |
| ----- | ---- | ---------------------- | ------ | ---------------------- | ----- | ----- | ----- | ----- | ----- | ----- | --------- |
| 7 Out |      | 'Brasil Vôlei Clube '  | 3–0    | COC                    | 25–14 | 25–18 | 25–12 |       |       | 75–44 | 75–44     |
| 7 Out |      | 'Cimed                 | 3–0    | Nacional de Montevidéu | 25–9  | 25–11 | 25–14 |       |       | 75–34 | 75–34     |
| 8 Out |      | Nacional de Montevidéu | 0–3    | ' Brasil Vôlei Clube'  | 15–25 | 16–25 | 13–25 |       |       | 44–75 | 44–75     |
| 8 Out |      | COC                    | 0–3    | ' Cimed'               | 13–25 | 11–25 | 12–25 |       |       | 36–75 | 36–75     |
| 9 Out |      | Nacional de Montevidéu | 0–3    | ' COC'                 | 16–25 | 20–25 | 23–25 |       |       | 59–75 | 59–75     |
| 9 Out |      | 'Cimed '               | 3–0    | Brasil Vôlei Clube     | 25–21 | 25–19 | 25–19 |       |       | 75–59 | 75–59     |

### Grupo  B
|     |                     |     | Jogos | Jogos | Jogos | Sets | Sets | Sets  | Pontos | Pontos | Pontos |
| Pos | Equipe              | Pts | T     | V     | D     | V    | P    | R     | V      | P      | R      |
| --- | ------------------- | --- | ----- | ----- | ----- | ---- | ---- | ----- | ------ | ------ | ------ |
| 1   | Vivo Minas          | 6   | 3     | 3     | 0     | 9    | 2    | 4.500 | 263    | 202    | 1.302  |
| 2   | Sada Cruzeiro Vôlei | 5   | 3     | 2     | 1     | 6    | 5    | 1.200 | 245    | 220    | 1.114  |
| 3   | Unión Formosa       | 4   | 3     | 1     | 2     | 7    | 6    | 1.167 | 278    | 171    | 1.626  |
| 4   | Deportivo Wanka     | 3   | 3     | 0     | 3     | 0    | 9    | 0.000 | 132    | 225    | 0.587  |

| Data  | Hora |                  | Placar |                  | Set 1 | Set 2 | Set 3 | Set 4 | Set 5 | Total   | Relatório |
| ----- | ---- | ---------------- | ------ | ---------------- | ----- | ----- | ----- | ----- | ----- | ------- | --------- |
| 7 Out |      | 'Sada Cruzeiro ' | 3–2    | Unión Formosa    | 23–25 | 25–14 | 27–25 | 20–25 | 15–11 | 110–100 | 110–100   |
| 7 Out |      | 'Vivo Minas '    | 3–0    | Deportivo Wanka  | 25–10 | 25–16 | 25–13 |       |       | 75–39   | 75–39     |
| 8 Out |      | Deportivo Wanka  | 0–3    | ' Sada Cruzeiro' | 13–25 | 15–25 | 17–25 |       |       | 45–75   | 45–75     |
| 8 Out |      | Unión Formosa    | 2–3    | ' Vivo Minas'    | 25–15 | 22–25 | 24–26 | 25–22 | 17–15 | 113–103 | 113–103   |
| 9 Out |      | Deportivo Wankaa | 0–3    | ' Unión Formosa' | 19–25 | 15–25 | 14–25 |       |       | 48–75   | 48–75     |
| 9 Out |      | 'Vivo Minas '    | 3–0    | Sada Cruzeiro    | 25–21 | 25–17 | 25–22 |       |       | 75–60   | 75–60     |

## Fase Final

### Semifinais
| Data   | Hora |                        | Placar |                       | Set 1 | Set 2 | Set 3 | Set 4 | Set 5 | Total | Relatório |
| ------ | ---- | ---------------------- | ------ | --------------------- | ----- | ----- | ----- | ----- | ----- | ----- | --------- |
| 10 Out |      | 'Cimed Florianópolis ' | 3–0    | Sada Cruzeiro         | 25–18 | 25–23 | 25–22 |       |       | 75–63 | 75–63     |
| 10 Out |      | Vivo Minas             | 1–3    | ' Brasil Vôlei Clube' | 25-18 | 23-25 | 20-25 | 19-25 |       | 87–0  | 87-93     |

### 3º e 4º Lugar
| Data   | Hora  |                 | Placar |            | Set 1 | Set 2 | Set 3 | Set 4 | Set 5 | Total | Relatório |
| ------ | ----- | --------------- | ------ | ---------- | ----- | ----- | ----- | ----- | ----- | ----- | --------- |
| 11 Out | 09:30 | 'Sada Cruzeiro' | 3–1    | Vivo Minas | 25–23 | 26–24 | 21–25 | 26–24 |       | 98–96 | 98–96     |

### Final
| Data   | Hora  |                        | Placar |                    | Set 1 | Set 2 | Set 3 | Set 4 | Set 5 | Total   | Relatório |
| ------ | ----- | ---------------------- | ------ | ------------------ | ----- | ----- | ----- | ----- | ----- | ------- | --------- |
| 11 Out | 12:00 | 'Cimed Florianópolis ' | 3–2    | Brasil Vôlei Clube | 25–19 | 15–25 | 26–24 | 19–25 | 15–13 | 100–106 | 100–106   |

## Classificação Final
| Posição | Equipe                 |
| ------- | ---------------------- |
| Gold.   | Cimed Florianópolis    |
| Silver. | Brasil Vôlei Clube     |
| Bronze. | Sada Cruzeiro          |
| 4       | Vivo Minas             |
| 5       | Unión Formosa          |
| 5       | COC                    |
| 7       | Nacional de Montevideo |
| 7       | Deportivo Wanka        |

|  | Qualificado para o Campeonato Mundial de Clubes de 2009 |

| Campeonato Sul-Americano de Clubes de 2009 |
| ------------------------------------------ |
| Cimed Florianópolis 1 º título             |